# NGC 7443
NGC 7443 é uma galáxia espiral (S0-a) localizada na direcção da constelação de Aquarius. Possui uma declinação de -12° 48' 28" e uma ascensão recta de 23 horas, 00 minutos e 08,7 segundos.
A galáxia NGC 7443 foi descoberta em 3 de Outubro de 1785 por William Herschel.